# 一騎当千 (漫画)
『一騎当千』（いっきとうせん）は、塩崎雄二による日本の漫画。および、それを原作とした関連作品群。
連載は当初はワニブックスが運営する媒体で行われていた。開始時（2000年）より2015年までは紙媒体の漫画雑誌『月刊ComicGUM』。同誌が2015年7月号（5月26日発売）一時休刊した後はweb媒体に移行し、『ComicGUM』の公式サイトで同年6月から「連載」（アップロード）を継続。同年8月から同サイトが「WEB Comic Gum」として正式にWeb漫画サイトにリニューアルした後は、引き続き同サイトで他作品と共に連載作品の1つとなっていた。同年9月、少年画報社発行の『ヤングキングアワーズ』に移籍した上で連載を継続することが発表され、同年11月発売の同誌2016年1月号より『真・一騎当千』（しん・いっきとうせん）と改題の上で連載開始となり、この時に以前のシリーズの版権も少年画報社に移管している。『アワーズ』の連載は2024年8月号にて終了し、同社の『ヤングキングBULL』に移籍して2024年2号より連載されている。2015年3月時点でコミックス累計発行部数は400万部を突破している。

## 概要
いわゆる「現代版三国志漫画」の1つであり、『三国志』を題材とした作品では珍しく呉勢力を主役とする格闘漫画である。
『三国志』の英雄たちの魂が封じ込められた勾玉を持ち、彼らの宿命を受け継いだ現代の高校生たち（作中では「闘士」と呼称される）が、激闘を繰り広げる。主人公である17歳の女子高生・孫策伯符をはじめとする闘士たちの名前は、『三国志』や『三国志演義』の登場人物から採られている。また、闘士たちの性別は英雄たちの性別とは完全一致しておらず、大半は女性となっている。
物語の内容は、『三国志』および『三国志演義』の内容を基に構成されており、それぞれ分割すると「孫策伯符バトルデビュー編」「大闘士大会編」までが後漢末期、「赤壁の戦い・天下統一争奪戦編」から三国時代に割り当てられる。赤壁の戦い終盤の直後には、日本史の人物の名とその魂が封印された「刀の鍔」を持った関西の闘士・「柳生三厳」をはじめとしたキャラクターも登場する。こちらは日本史の年代がバラバラの人物となっている。
世相の風刺ネタや連載当時の流行、それより古いネタなどが盛り込まれているほか、コメディ風のお色気や女性たちのヌードなどの際どいシーンが自然的な背景の一環としてふんだんに描かれているが、極端な性的描写は含まれていない。なお、前述の激闘による流血などの残虐描写は一部盛り込まれている。
作者の絵柄の変化に伴い、赤壁の戦い中盤あたりからキャラクターたちの容姿が大幅に変化している。
本作の発表以降、『DRAGON SISTER! -三國志 百花繚乱-』（漫画）、『恋姫†無双』（アダルトゲーム）などの女性化三国志作品が登場している。
アニメ版については、#アニメ版を参照。各期の略称については、以下のとおりとする。
- 第1期『一騎当千』：第1期
- 第2期『一騎当千 Dragon Destiny』：DD
- 第3期『一騎当千 Great Guardians』：GG
- 第4期『一騎当千 XTREME XECUTOR』：XX
- 第5期『一騎当千 集鍔闘士血風録』：血風録
- 第6期『一騎当千 Extravaganza Epoch』：EE
- 第7期『一騎当千 Western Wolves』：WW

## 登場人物
ここでは、主要人物のみを紹介する。

### 南陽学院
孫策 伯符（そんさく はくふ）
本作の主人公。三国時代の呉の武将・孫策の魂を受け継いだ、爆乳女子高生。勾玉のランクは低いが、幼少期から母・呉栄に鍛えられ続けたため、戦闘のポテンシャルは高い。「東京で天下をとれ！」という母の言葉を受け、転校して、現在はいとこの周瑜の家に居候しながら、天下統一を目指す。天然ボケな性格。当初は未熟な一面があったが、後に南陽の新頭主となり、精神的に成長していく。
周瑜 公謹（しゅうゆ こうきん）
南陽学院の闘士で、伯符のいとこ。伯符に対する主なツッコミ役。彼もまた、伯符と共に徐々に闘士としての才能を開花させていく。後に南陽学院四天王に加わる。
呂蒙 子明（りょもう しめい）
南陽学院の闘士で、南陽学院四天王の一人。関節技の名手。当初は伯符を敵視していたが、徐々に彼女の理解者の一人となる。
左慈 元放（さじ げんぽう） / 王允 子師（おういん しし）
南陽学院四天王の一人。女性に手が早く、謎めいた男。その正体は、董卓がスパイとして送り込んだ闘士・王允。後に南陽側に貢献する。
楽就（がくしゅう）
南陽学院四天王の一人。外見は厳ついが、仲間思いの「いい人」。闘士としての実力は高いものの、冴えない場面が多い。

### 成都学園
劉備 玄徳（りゅうび げんとく）
成都学園の頭主。読書好きのメガネっ娘。実力は低いが、その体内には龍を宿しており、一度覚醒すれば残虐な性格となって人々を襲ってしまう。
関羽 雲長（かんう うんちょう）
成都学園の闘士。常に青龍刀を持ち歩いており、その実力は作中の闘士の中でも圧倒的。頭主である劉備を守ることを己の使命としている。
張飛 益徳（ちょうひ えきとく）
成都学園の闘士。関西弁を話し、八重歯が特長。お菓子を食べるシーンがよくあり、 家事全般をこなして器用な面がある。将来において特Aランクになり得る力を秘め、関羽と共に劉備を守る。張飛が持つ蛇矛(じゃぼう)は、関羽の青龍偃月刀の４倍もの重さがある。
諸葛亮 孔明（しょかつりょう こうめい）
成都学園の軍師。まだ中学生であるが、「伏龍」と称されるその知能は群を抜く逸材である。
趙雲 子龍（ちょううん しりゅう）
成都学園の闘士。日本刀の使い手であり、関羽と並ぶ実力を持つ。

### 許昌学院
曹操 孟徳（そうそう もうとく）
許昌学院の頭主。普段は昼寝ばかりしているが、その体内には覇王となり得る龍を宿しており、やがて覇業への道を歩み始める。
夏侯惇 元譲（かこうとん げんじょう）
許昌学院の闘士。卑怯なことを嫌い、"基本"のバトルを大事にした好男子。親友の曹操と共に、覇業への道を辿る。

## 用語
勾玉（まがたま）
三国志・三国志演義の英雄・武将の魂が封印された代物。それぞれの英雄・武将たちの名前と継承者が一致する者が着用すると「闘士」と呼ばれ、その武将に応じた力を最大限にまで引き出せる。他の闘士を倒したり、強くなるとランクが上がる。なお、勾玉を付けていない闘士はEランク以下と見なされる。
ほとんどの闘士は通常左耳に付けているが、アニメ版第1期のプロローグでは腕に付けている闘士もいた。
孔明によると、「複数の勾玉を着用することは危険」とされている（読み切り版「第零話」では李通が呂布の勾玉を追加着用していたが、それについては記述がない）。
原作では、呂布と陳宮が自決する際に勾玉を破壊している。これを見た夏侯惇は「禁じ手」と言っており、勾玉を破壊することは「死」を意味することが劇中で示唆されている（しかし、上記したように甘寧が呂布の勾玉を追加着用しているため、矛盾が発生している）。
ランク
勾玉の色により、その闘士の強さを表す。最高特Aランクから最低Eランクまである。のちにSランクが最高に追加された。
- Sランク - 七色
- 特Aランク - 透明
- Aランク - 金色
- Bランク - 銀色
- Cランク - 赤色
- Dランク - パール色
- Eランク - 緑色

玉璽（ぎょくじ）
古代中国における帝位の印。当時、これを所持する者が「皇帝」を称することを許された。作中の現代日本においても、これを所持する学校が実質的なトップとなるが、他の学校から狙われるというデメリットもある。
刀の鍔
関西の闘士が所持している代物。日本史の人物で、主に武士の魂が封印されている。大抵、日本刀に付けている場合が多い。ランクの扱いは不明だが、単行本第21巻時点では特AランクからSランクまで登場している。

## 書誌情報

### 単行本
- 塩崎雄二 『一騎当千』 ワニブックス〈ガムコミックス〉、全24巻
  1. 2000年10月25日発売[6]、ISBN 4-8470-3329-9
  2. 2001年4月25日発売[7]、ISBN 4-8470-3396-5
  3. 2001年10月25日発売[8]、ISBN 4-8470-3414-7
  4. 2002年4月25日発売[9]、ISBN 4-8470-3429-5
  5. 2002年11月24日発売[10]、ISBN 4-8470-3388-4
  6. 2003年8月24日発売[11]、ISBN 4-8470-3452-X
  7. 2004年3月25日発売[12]、ISBN 4-8470-3465-1
  8. 2004年10月24日発売[13]、ISBN 4-8470-3482-1
  9. 2005年5月25日発売[14]、ISBN 4-8470-3502-X
  10. 2005年12月22日発売[15]、ISBN 4-8470-3530-5
  11. 2006年5月25日発売[16]、ISBN 4-8470-3548-8
    - 「初回限定版」同日発売[17]、ISBN 4-8470-3549-6

  12. 2007年1月11日発売[18]、ISBN 978-4-8470-3586-9
    - 「初回限定版」2007年1月12日発売[19]、ISBN 978-4-8470-3587-6

  13. 2007年9月23日発売[20]、ISBN 978-4-8470-3610-1
    - 「初回限定版」同日発売[21]、ISBN 978-4-8470-3611-8

  14. 2007年7月25日発売[22]、ISBN 978-4-8470-3645-3
    - 「初回限定版」同日発売[23]、ISBN 978-4-8470-3646-0

  15. 2009年3月25日発売[24]、ISBN 978-4-8470-3675-0
    - 「初回限定版」同日発売[25]、ISBN 978-4-8470-3676-7

  16. 2009年9月25日発売[26]、ISBN 978-4-8470-3698-9
    - 「初回限定版」同日発売[27]、ISBN 978-4-8470-3697-2

  17. 2010年6月25日発売[28]、ISBN 978-4-8470-3726-9
    - 「初回限定版」同日発売[29]、ISBN 978-4-8470-3727-6

  18. 2011年3月31日発売[30]、ISBN 978-4-8470-3764-1
    - 「初回限定版」2011年4月15日発売[31]、ISBN 978-4-8470-3763-4

  19. 2012年2月25日発売[32]、ISBN 978-4-8470-3802-0
    - 「初回限定版」同日発売[33]、ISBN 978-4-8470-3801-3

  20. 2012年9月26日発売[34]、ISBN 978-4-8470-3828-0
    - 「初回限定版」同日発売[35]、ISBN 978-4-8470-3829-7

  21. 2013年3月15日発売[36]、ISBN 978-4-8470-3860-0
    - 「初回限定版」同日発売[37]、ISBN 978-4-8470-3861-7

  22. 2014年1月25日発売[38]、ISBN 978-4-8470-3902-7
    - 「初回限定版」同日発売[39]、ISBN 978-4-8470-3903-4

  23. 2014年11月25日発売[40]、ISBN 978-4-8470-3943-0
    - 「初回限定版」同日発売[41]、ISBN 978-4-8470-3944-7

  24. 2015年9月25日発売[42]、ISBN 978-4-8470-3969-0
- 塩崎雄二（原作） / 大山玲（作画・脚本） 『一騎当千-逆鱗考察。』 ワニブックス〈ガムコミックス〉、2013年3月9日発売[43]、ISBN 978-4-8470-3856-3
- 塩崎雄二 『真・一騎当千』 少年画報社〈ヤングキングコミックス〉、既刊5巻（2023年9月28日現在）
  1. 2016年8月30日発売[44]、ISBN 978-4-7859-5853-4
  2. 2017年8月30日発売[45]、ISBN 978-4-7859-6071-1
  3. 2018年4月23日発売[46]、ISBN 978-4-7859-6197-8
  4. 2020年3月30日発売[47]、ISBN 978-4-7859-6528-0
  5. 2023年9月28日発売[48]、ISBN 978-4-7859-7493-0
- 塩崎雄二 『真・一騎当千外伝 勾玉列伝』 少年画報社〈ヤングキングコミックス〉、既刊1巻（2020年11月30日現在）
  1. 2020年11月30日発売[49]、ISBN 978-4-7859-6809-0

### フルカラー版
- 塩崎雄二 『一騎当千 [フルカラー版]』 ワニブックス〈ガムコミックス〉、全4巻
  1. 「呂蒙子明・編」2009年11月10日発売[50]、ISBN 978-4-8470-3704-7
  2. 「関羽雲長・編」2011年11月24日発売[51]、ISBN 978-4-8470-3788-7
  3. 「趙雲子龍・編」2012年3月24日発売[52]、ISBN 978-4-8470-3809-9
  4. 「孫策伯符・編」2012年12月25日発売[53]、ISBN 978-4-8470-3840-2

### 新装版
- 塩崎雄二 『一騎当千 [新装版]』 ワニブックス〈ガムコミックスプラス〉、全11巻
  1. 「赤壁争乱編 (1) 」2012年8月25日発売[54]、ISBN 978-4-8470-3827-3
  2. 「赤壁争乱篇 (2) 」2012年11月24日発売[55]、ISBN 978-4-8470-3836-5
  3. 「赤壁争乱篇 (3) 」2013年2月25日発売[56]、ISBN 978-4-8470-3850-1
  4. 「赤壁争乱篇 (4) 」2013年5月25日発売[57]、ISBN 978-4-8470-3874-7
  5. 「赤壁争乱篇 (5) 」2013年8月24日発売[58]、ISBN 978-4-8470-3885-3
  6. 「赤壁争乱篇 (6) 」2013年11月25日発売[59]、ISBN 978-4-8470-3895-2
  7. 「赤壁争乱篇 (7) 」2014年2月25日発売[60]、ISBN 978-4-8470-3908-9
  8. 「赤壁争乱篇 (8) 」2014年5月24日発売[61]、ISBN 978-4-8470-3921-8
  9. 「赤壁争乱篇 (9) 」2014年9月12日発売[62]、ISBN 978-4-8470-3933-1
  10. 「赤壁争乱篇 (10) 」2015年1月24日発売[63]、ISBN 978-4-8470-3950-8
  11. 「赤壁争乱篇 (11) 」2015年6月25日発売[64]、ISBN 978-4-8470-3966-9

### 関連書籍
- 『アニメ「一騎当千」ビジュアルブック』2004年3月27日発売[65]、ISBN 4-8470-1547-9
- 『一騎当千オフィシャルアンソロジー』2007年9月23日発売[66]、ISBN 978-4-8470-3615-6
- 『一騎当千 秘蔵限定BOX』2008年4月18日発売[67]、ISBN 978-4-8470-3624-8
- 『一騎当千オフィシャルアンソロジー Vol.2』2010年3月25日発売[68]、ISBN 978-4-8470-3718-4
- 『一騎当千 Animation Art Works I』2015年3月12日発売[69]、ISBN 978-4-8470-3961-4
- 『一騎当千 Animation Art Works II』2015年7月2日発売[70]、ISBN 978-4-8470-3968-3

## アニメ版
2003年に第1期がテレビアニメとして放送されて以降、2010年まで断続的に第4期まで放送された。その後、2012年・2015年・2019年に第5期・第6期・第7期に相当するOVAがそれぞれ発売され、2022年には第8期に相当するアニメが放送された。
全シリーズとも、AT-Xの放送では視聴年齢制限がつけられている。

### 一騎当千
第1期に当たる。全13話。AT-Xではヒロインの肌の露出などを抑えずに描いた完全版を放送。地上波各局ではその修正版が放送された。2011年5月25日にBD-BOXが発売。

#### スタッフ
- 監督 - 渡部高志
- シリーズ構成・脚本 - 吉岡たかを
- キャラクターデザイン - 長谷川眞也
- 総作画監督 - 和田崇
- アクション監修 - 中矢雅樹
- 美術監督 - 廣瀬義憲
- 色彩設定 - 安藤智美
- 撮影監督 - 福世晋吾、鈴木洋平
- 編集 - 西山茂
- 音楽 - 元倉宏、Project IKKI
- 音楽プロデューサー - 折本雄一、竹脇隆
- 音響監督 - 高橋剛
- 製作プロデューサー - 田中茂裕、安藤摂、黒岩秀之
- プロデューサー - 大澤信博、松倉友二
- プロデュース - ジェンコ
- アニメーション制作 - J.C.STAFF
- 製作 - 一騎当千パートナーズ

#### 主題歌
オープニングテーマ「Drivin' Through The Night」
作詞 - motsu /作曲・編曲 - Puertronic / 歌 - move
エンディングテーマ「Let me be with you」
作詞・作曲 - F.Thomander / 編曲 - Cobra Endo・Kurt Howell / 歌 - shela

#### 各話リスト
サブタイトルは話数の漢字表記となっている。
| 話数 | サブタイトル | 絵コンテ     | 演出       | 作画監督                              | 放送日         |
| ---- | ------------ | ------------ | ---------- | ------------------------------------- | -------------- |
| 1    | 壱           | 渡部高志     | 浅見松雄   | 片岡英之、アベミエコ                  | 2003年 7月30日 |
| 2    | 弐           | 渡部高志     | 秋田谷典昭 | 矢上孝一                              | 8月6日         |
| 3    | 参           | 上原秀明     | 加藤洋人   | 加藤洋人                              | 8月13日        |
| 4    | 四           | 高田耕一     | 高田耕一   | 杉山了蔵                              | 8月20日        |
| 5    | 伍           | 長井龍雪     | 松本佳久   | 枡田邦章、飯島弘也                    | 8月27日        |
| 6    | 六           | 橋本昌和     | 矢野篤     | 関口雅浩、矢野祐一郎                  | 9月3日         |
| 7    | 七           | 持丸タカユキ | 秋田谷典昭 | 矢上孝一                              | 9月10日        |
| 8    | 八           | 上原秀明     | 上原秀明   | 田中基樹                              | 9月17日        |
| 9    | 九           | 浅見松雄     | 浅見松雄   | 杉山了蔵                              | 9月24日        |
| 10   | 拾           | 井硲清高     | 井硲清高   | 柴田志朗、枡田邦彰                    | 10月1日        |
| 11   | 拾壱         | 加藤洋人     | 加藤洋人   | 加藤洋人                              | 10月8日        |
| 12   | 拾弐         | 高田耕一     | 高田耕一   | 矢上孝一、井嶋けい子                  | 10月15日       |
| 13   | 拾参         | 渡部高志     | 秋田谷典昭 | 杉山了蔵、枡田邦彰 矢上孝一、臼田美夫 | 10月22日       |

#### 放送局
| 放送地域 | 放送局     | 放送期間                 | 放送日時           | 放送区分  | 備考                            |
| -------- | ---------- | ------------------------ | ------------------ | --------- | ------------------------------- |
| 日本全域 | AT-X       | 2003年7月30日 - 10月22日 | 金曜 11:30 - 12:00 | CS放送    | 製作委員会参加 リピート放送あり |
| 神奈川県 | TVK        | 2003年10月3日 - 12月26日 | 金曜 0:15 - 0:45   | 独立UHF局 |                                 |
| 三重県   | 三重テレビ | 2003年10月4日 - 12月27日 | 土曜 1:40 - 2:10   | 独立UHF局 |                                 |
| 千葉県   | ちばテレビ | 2003年10月6日 - 12月29日 | 月曜 0:30 - 1:00   | 独立UHF局 |                                 |
| 埼玉県   | テレビ埼玉 | 2003年10月6日 - 12月29日 | 月曜 1:20 - 1:50   | 独立UHF局 |                                 |
| 兵庫県   | サンテレビ | 2003年10月7日 - 12月30日 | 火曜 1:10 - 1:40   | 独立UHF局 |                                 |

### 一騎当千 Dragon Destiny
読み方は「いっきとうせん ドラゴンデスティニー」。略称は『一騎当千DD』で、読み方は「いっきとうせんディーディー」。第2期に当たる。全12話。制作会社がアームスへ変更された。表現規制が厳しくなり、AT-X以外の全局では修正版が放送された。2014年7月にBD-BOXが発売。
第1期の続編ではあるが、第1期とは設定などが異なる部分がある。また、本来の主人公であるはずの孫策よりも、関羽の方が多く登場する（孫策の登場は第3話の終盤から）。
本作からは、超能力じみた描写が多く見られるようになっていく。

#### スタッフ（DD）
- 監督・絵コンテ - 大畑晃一
- シリーズ構成・脚本 - 吉岡たかを
- キャラクターデザイン・総作画監督 - りんしん
- キーアニメーター - 阿部望
- 美術監督 - 池田繁美
- 色彩設計 - 中田亮大
- 撮影監督 - 池上伸治
- 編集 - 田熊純
- 音響監督 - 清水勝則
- 音楽 - 高梨康治
- 音楽プロデューサー - 篠原一雄
- プロデューサー - 田中信作、濱田啓路(1-5) → 紅谷佳和(6-)、畠山拓郎、越中おさむ
- アニメーション制作 - アームス
- プロデュース - ジェンコ
- 製作 - 一騎当千DDパートナーズ（メディアファクトリー、ワニブックス、AT-X、コミックとらのあな、ジグノシステムジャパン、ジェンコ）

#### 主題歌（DD）
オープニングテーマ「HEART&SOUL」（第1話 - 第12話）
作詞 - 稲葉エミ / 作曲・編曲 - ヒロイズム&坪広志 / 歌 - 雁行真依
エンディングテーマ
「硝子の花」（第1話 - 第11話）
作詞 - 稲葉エミ / 作曲・編曲 - 前澤寛之 / 歌 - 衣織 (IORI)
「Get up!」（第12話）
作詞 - 有森聡美 / 作曲・編曲 - 上野浩司 / 歌 - 孫策（浅野真澄）
挿入歌「娘へ」（第11話）
作詞 - 有森聡美 / 作曲・編曲 - BULGE / 歌 - 呉栄（井上喜久子）

#### 各話リスト（DD）
| 話数 | サブタイトル | 演出           | 作画監督                    | 放送日         |
| ---- | ------------ | -------------- | --------------------------- | -------------- |
| 1    | 龍魂胎動     | イワナガアキラ | 宮澤努                      | 2007年 2月26日 |
| 2    | 魔王覚醒     | 藤本義孝       | Kim YooJoung                | 3月5日         |
| 3    | 流血落涙     | ふくもとかん   | Joung Soon An               | 3月12日        |
| 4    | 弐龍邂逅     | 渡辺純央       | 渡辺奈月                    | 3月19日        |
| 5    | 闘士無惨     | 小高義規       | Eum lk Hyun、Park ChangHwan | 3月26日        |
| 6    | 伏龍逢着     | ふくもとかん   | 宮澤努                      | 4月2日         |
| 7    | 関羽投降     | 藤本義孝       | Kim YooJoung                | 4月9日         |
| 8    | 小覇王散華   | 中村圭三       | 武内啓、Joung Soon An       | 4月16日        |
| 9    | 友義滅裂     | 渡辺純央       | 渡辺奈月                    | 4月23日        |
| 10   | 公瑾流轉     | ふくもとかん   | Joung Soon An               | 4月30日        |
| 11   | 闘士乱戦     | 藤本義孝       | Park ChangHwan、Eum lk Hyun | 5月7日         |
| 12   | 赤壁炎上     | 静野孔文       | 宮澤努                      | 5月14日        |

#### 放送局（DD）
| 放送地域 | 放送局     | 放送期間                | 放送日時           | 放送区分       | 備考                            |
| -------- | ---------- | ----------------------- | ------------------ | -------------- | ------------------------------- |
| 日本全域 | AT-X       | 2007年2月26日 - 5月14日 | 月曜 10:30 - 11:00 | CS放送         | 製作委員会参加 リピート放送あり |
| 千葉県   | チバテレビ | 2007年4月2日 - 6月18日  | 月曜 0:30 - 1:00   | 独立UHF局      |                                 |
| 京都府   | KBS京都    | 2007年4月2日 - 6月18日  | 月曜 1:15 - 1:45   | 独立UHF局      |                                 |
| 神奈川県 | tvk        | 2007年4月2日 - 6月18日  | 月曜 1:30 - 2:00   | 独立UHF局      |                                 |
| 東京都   | TOKYO MX   | 2007年4月4日 - 6月20日  | 水曜 1:30 - 2:00   | 独立UHF局      |                                 |
| 兵庫県   | サンテレビ | 2007年4月5日 - 6月21日  | 木曜 2:10 - 2:40   | 独立UHF局      |                                 |
| 愛知県   | テレビ愛知 | 2007年4月6日 - 6月22日  | 金曜 1:58 - 2:28   | テレビ東京系列 |                                 |
| 埼玉県   | テレ玉     | 2007年4月7日 - 6月23日  | 土曜 1:30 - 2:00   | 独立UHF局      |                                 |

#### 映像特典（DD）
『Dragon Destiny 赤壁温泉大決戦』は、DVD各巻収録の映像特典（レンタル版には未収録）。全6話。
サブタイトル
1. 第壱話 成都の爆乳
2. 第弐話 南陽の乱乳
3. 第参話 コスプレ将軍呉栄
4. 第四話 爆乳無双♥野球拳その1
5. 第五話 爆乳無双♥野球拳その2
6. 第六話 闘士どもが宴の跡

### 一騎当千 Great Guardians
読み方は「いっきとうせん グレートガーディアンズ」。略称は『一騎当千GG』で、読み方は「いっきとうせんダブルジー」。第3期に当たる。全12話。制作会社は『DD』から引き続き、アームス。新キャラクターの孫権仲謀が登場するほか、死んだはずの呂布が再登場する。表現規制は前作と同様、AT-X以外の全局では厳しいままとなっている。2014年9月にBD-BOXが発売。
オンラインRPG『ブライトシャドウ』とのコラボレーションで、2009年9月8日より登場キャラクターの制服などのアバターが期間限定で発売された。

#### スタッフ（GG）
- 監督 - 大畑晃一
- 副監督 - イワナガアキラ
- シリーズ構成 - 赤星政尚
- キャラクターデザイン・総作画監督 - りんしん
- キーアニメーター - 阿部望
- 美術監督 - 池田繁美
- 色彩設計 - 中田亮大
- 撮影監督 - 池上伸治
- 編集 - 田熊純
- 音響監督 - 清水勝則
- 音楽 - 高梨康治
- 音楽プロデューサー - 篠原一雄
- プロデューサー - 田中信作、臼井久人、三上康博、畠山拓郎、越中おさむ
- プロデュース - GENCO
- アニメーション制作 - アームス
- 製作 - 一騎当千GGパートナーズ（メディアファクトリー、ショウゲート、ワニブックス、AT-X、コミックとらのあな、ジグノシステムジャパン、ジェンコ）

#### 主題歌（GG）
オープニングテーマ「No×Limit!」
作詞 - 小山哉枝 / 作曲 - 田代智一 / 歌 - 亜美
エンディングテーマ「影〜shape of shadow〜」
作詞・作曲・編曲 - 飯岡隆志 / 歌 - 浅葉リオ
挿入歌「時の扉」（第12話）
作詞 - 稲葉エミ / 作曲・編曲 - 前澤寛之 / 歌 - 雁行真依

#### 各話リスト（GG）
サブタイトルは、全て『孫子』からの引用。
| 話数 | サブタイトル                   | 脚本               | 絵コンテ               | 演出           | 作画監督                 | 放送日         |
| ---- | ------------------------------ | ------------------ | ---------------------- | -------------- | ------------------------ | -------------- |
| 1    | 兵は国の大事なり               | 赤星政尚           | イワナガアキラ         | イワナガアキラ | 宮澤努                   | 2008年 6月11日 |
| 2    | 兵とは詭道なり                 | 赤星政尚           | 内藤明吾               | ふくもとかん   | Joung Soon An            | 6月18日        |
| 3    | 死者は復た生くべからず         | 赤星政尚           | 松本マサユキ           | 松本マサユキ   | 阿部達也、Kim Yoon Joung | 6月25日        |
| 4    | 卒を視ること嬰児のごとし       | 赤星政尚           | 伴山人                 | 藤本義孝       | Kim Yoon Joung           | 7月2日         |
| 5    | 危うきに非ざれば戦わず         | 赤星政尚           | 宮澤努                 | イワナガアキラ | 宮澤努                   | 7月9日         |
| 6    | 上智を以て間者と為す           | 赤星政尚           | イワナガアキラ、阿部望 | 大川原保豪     | Joung soon an、阿部望    | 7月16日        |
| 7    | 始めは処女の如く               | 赤星政尚           | 内藤明吾               | 浅見松雄       | 氏家嘉宏                 | 7月23日        |
| 8    | 人を致して人に致されず         | 赤星政尚           | 伴山人                 | イワナガアキラ | 永松久芳                 | 7月30日        |
| 9    | 算多きは勝ち、算少なきは勝たず | 赤星政尚           | 内藤明吾               | 政木伸一       | 向山祐治                 | 8月6日         |
| 10   | 上兵は謀を伐つ                 | 大畑晃一、赤星政尚 | ふくもとかん           | ふくもとかん   | Joung soon an            | 8月13日        |
| 11   | 先ずその愛する所を奪う         | 大畑晃一、赤星政尚 | 内藤明吾               | 松本マサユキ   | Kim Yoon Joung           | 8月20日        |
| 12   | 専まりて一と為る               | 大畑晃一、赤星政尚 | 大畑晃一               | イワナガアキラ | 宮澤努                   | 8月27日        |

#### 放送局（GG）
| 放送地域 | 放送局     | 放送期間                | 放送日時          | 放送区分       | 備考                            |
| -------- | ---------- | ----------------------- | ----------------- | -------------- | ------------------------------- |
| 日本全域 | AT-X       | 2008年6月11日 - 8月27日 | 水曜 9:30 - 10:00 | CS放送         | 製作委員会参加 リピート放送あり |
| 千葉県   | チバテレビ | 2008年7月9日 - 9月24日  | 水曜 1:15 - 1:45  | 独立UHF局      |                                 |
| 埼玉県   | テレ玉     | 2008年7月9日 - 9月24日  | 水曜 1:30 - 2:00  | 独立UHF局      |                                 |
| 愛知県   | テレビ愛知 | 2008年7月9日 - 9月24日  | 水曜 2:58 - 3:28  | テレビ東京系列 |                                 |
| 神奈川県 | tvk        | 2008年7月10日 - 9月25日 | 木曜 1:15 - 1:45  | 独立UHF局      |                                 |
| 兵庫県   | サンテレビ | 2008年7月11日 - 9月26日 | 金曜 2:10 - 2:40  | 独立UHF局      |                                 |
| 東京都   | TOKYO MX   | 2008年7月12日 - 9月27日 | 土曜 1:30 - 2:00  | 独立UHF局      |                                 |

#### 映像特典（GG）
『バトルツアークラブ・セクシーコスプレ♥危険なアルバイト♥』は、DVD各巻収録の映像特典（レンタル版には未収録）。全6話。
スタッフ
- 脚本・絵コンテ・演出 - よしもときんじ
- 作画監督 - 野口孝行

### 一騎当千 XTREME XECUTOR
読み方は「いっきとうせん エクストリームエグゼクター」。略称は『一騎当千XX』で、読み方は「いっきとうせんダブルエックス」。第4期に当たる。全12話。制作会社はティー・エヌ・ケーへ変更された。新キャラクターの馬超孟起が登場するほか、孟獲や孟優といったアニメオリジナルキャラクターも登場する。放送版は4:3サイドカットかつSD画質であるが、一部放送局ではハイビジョン画質。2014年11月にBD-BOXが発売。
表現規制は今までと同様、AT-X以外の全局では厳しいままとなっている。主人公の孫策は（回想シーンを除き）第1話では登場しない。

#### スタッフ（XX）
- 監督・シリーズ構成 - 大畑晃一[72]
- キャラクターデザイン - りんしん[72]
- キャラクターデザイン・総作画監督 - ごとうじゅんじ[72]
- アクション監修 - 田中良
- プロップデザイン - 宮脇謙史
- 美術監督 - 河野次郎
- 色彩設計 - 甲斐けいこ
- 撮影監督 - 小室正一
- 編集 - たぐまじゅん
- 音響監督 - 清水勝則
- 音楽 - 高梨康治
- 音楽プロデューサー - 篠原一雄
- プロデュース - GENCO
- アニメーション制作 - ティー・エヌ・ケー[72]
- アニメーション制作協力 - アームス
- プロデューサー - 田中信作、臼井久人、南寛将、畠山拓郎、河井敬介
- 製作 - 一騎当千XXパートナーズ（メディアファクトリー、ショウゲート、ワニブックス、AT-X、ジグノシステムジャパン、ブシロード、クロックワークス、ジェンコ）

#### 主題歌（XX）
オープニングテーマ「Stargazer」
作詞 - 稲葉エミ / 作曲 - ヒロイズム&山下和彰 / 編曲 - 後藤康二 / 歌 - 増田有華
- 第1話では未使用

エンディングテーマ「Endless Soul〜終わりなき戦士〜」
作詞 - 有森聡美 / 作曲・編曲 - 阿部尚徳 / 歌 - 孫策（声：浅野真澄）、馬超（声：遠藤綾）
- 最終話では2番を使用。なお、EDの背景は青だが、最終話のみ赤である。

挿入歌「Warrior's Cry」（最終話）
作詞 - 稲葉エミ / 作曲 - 高梨康治 / 編曲 - 藤澤健至 / 歌 - 雁行真依

#### 各話リスト（XX）
各話のサブタイトルは、Bパート終了時に表示される。
| 話数     | サブタイトル | 脚本                 | 絵コンテ             | 演出       | 作画監督                | 放送日         |
| -------- | ------------ | -------------------- | -------------------- | ---------- | ----------------------- | -------------- |
| 第一話   | 濡れる闘士   | 本田雅也、大畑晃一   | 大畑晃一             | 小野田雄亮 | ごとうじゅんじ          | 2010年 3月26日 |
| 第二話   | 集う仲間     | 金月龍之介、大畑晃一 | 大畑晃一             | 藤本義孝   | 相坂ナオキ              | 4月2日         |
| 第三話   | 鍛える獅子   | 竹内利光、大畑晃一   | 大畑晃一             | 小林浩輔   | 中島美子                | 4月9日         |
| 第四話   | 招く悪魔     | 竹内利光、大畑晃一   | 大畑晃一             | 久保太郎   | 清水勝祐                | 4月16日        |
| 第五話   | 魂の絆       | 金月龍之介、大畑晃一 | 大畑晃一             | 奥野浩行   | 奥野浩行                | 4月23日        |
| 第六話   | 群がる牙     | 本田雅也、大畑晃一   | 大畑晃一             | 中川聡     | 斉藤和也                | 4月30日        |
| 第七話   | 沈黙の涙     | 金月龍之介、大畑晃一 | 原田浩、大畑晃一     | 吉田俊司   | 湯川純                  | 5月7日         |
| 第八話   | 再会は拳     | 竹内利光、大畑晃一   | 大畑晃一             | 藤本義孝   | 鈴木勘太、大高雄太      | 5月14日        |
| 第九話   | 怒る愛       | 本田雅也、大畑晃一   | 大畑晃一             | 小林浩輔   | 中島美子                | 5月21日        |
| 第十話   | 裂かれた闇   | 竹内利光、大畑晃一   | 大畑晃一             | 久保太郎   | 清水勝祐、Zang Youshick | 5月28日        |
| 第十一話 | 燃える城     | 竹内利光、大畑晃一   | 大畑晃一             | 吉田俊司   | 斉藤和也、田中良        | 6月4日         |
| 最終話   | 未来無限     | 本田雅也、大畑晃一   | 柳沢テツヤ、大畑晃一 | 奥野浩行   | ごとうじゅんじ          | 6月11日        |

#### 放送局（XX）
| 放送地域 | 放送局     | 放送期間                | 放送日時           | 放送区分       | 備考                                             |
| -------- | ---------- | ----------------------- | ------------------ | -------------- | ------------------------------------------------ |
| 日本全域 | AT-X       | 2010年3月26日 - 6月11日 | 金曜 10:00 - 10:30 | CS放送         | 製作委員会参加 リピート放送あり ハイビジョン画質 |
| 千葉県   | チバテレビ | 2010年4月12日 - 6月28日 | 月曜 0:30 - 1:00   | 独立UHF局      |                                                  |
| 神奈川県 | tvk        | 2010年4月12日 - 6月28日 | 月曜 1:30 - 2:00   | 独立UHF局      |                                                  |
| 埼玉県   | テレ玉     | 2010年4月13日 - 6月29日 | 火曜 1:00 - 1:30   | 独立UHF局      |                                                  |
| 東京都   | TOKYO MX   | 2010年4月14日 - 6月30日 | 水曜 1:30 - 2:00   | 独立UHF局      | ハイビジョン画質                                 |
| 愛知県   | テレビ愛知 | 2010年4月14日 - 6月30日 | 水曜 1:58 - 2:28   | テレビ東京系列 | ハイビジョン画質                                 |
| 兵庫県   | サンテレビ | 2010年4月15日 - 7月1日  | 木曜 2:10 - 2:40   | 独立UHF局      |                                                  |

#### 映像特典（XX）
『一騎当千 XTREME XECUTOR 〜ユメ六景〜』は、DVD&BD各巻収録の映像特典（レンタル版には未収録）。それぞれ夢（または妄想）の内容になっている。
| 話数   | サブタイトル                       | 原案     | 脚本     | 演出       | 作画監督       |
| ------ | ---------------------------------- | -------- | -------- | ---------- | -------------- |
| 第壱話 | 「まさかの反乱!?頭主存亡の危機!!」 | 孫策伯符 | 悟東空也 | 小野田雄亮 | ごとうじゅんじ |
| 第弐話 | 「天使降臨!?試される真実の愛!!」   | 関羽雲長 | 悟東空也 | 久保太郎   | 清水勝祐       |
| 第参話 | 「大ピンチ!?危険な鬼ゴッコ!!」     | 呂蒙子明 | 悟東空也 | 吉田俊司   | 柳伸亮         |
| 第四話 | 「全員落第!?最強教師登場!!」       | 趙雲子竜 | 悟東空也 | 久保太郎   | 清水勝祐       |
| 第伍話 | 「大激突!?高等部VS中等部!!」       | 典韋     | 悟東空也 | 吉田俊司   | 中田誠         |
| 第六話 | 「大冒険!?地獄谷の竜退治!!」       | 馬超孟起 | 悟東空也 | 奥野浩行   | ごとうじゅんじ |

### 一騎当千 集鍔闘士血風録
読み方は「いっきとうせん しゅうがくとうしけっぷうろく」。第5期に当たる。テレビアニメとしてではなくOVAとして発売されることが、2011年8月12日にアニメ版公式サイトやコミックマーケット80のメディアファクトリー企業ブースで告知され、2012年2月22日に発売された。
アニメーション制作会社は『GG』以来となるアームス。

#### スタッフ（血風録）
- 監督・絵コンテ・演出 - 久城りおん
- 脚本 - 倉田英之
- キャラクターデザイン - りんしん
- 総作画監督 - 石橋有希子
- プロップデザイン - 岩永悦宜
- 作画監督 - 石橋有希子、高原修司、北村友幸、安本学、山本善哉、Hue Hye-Jung、Cha Sung-Il、Choi Jong-Gi
- 美術監督 - 前田実
- 色彩設計 - 中田亮大
- 撮影監督 - 浅川茂輝
- 編集 - たぐまじゅん
- 音響監督 - 清水勝則
- 音楽 - 高梨康治
- プロデューサー - 田中信作、臼井久人、土橋哲也、畠山拓郎
- プロデュース - ジェンコ
- アニメーション制作 - アームス
- 製作 - 一騎当千集鍔闘士血風録パートナーズ（メディアファクトリー、ショウゲート、ワニブックス、AT-X、ブシロード、ジェンコ）

#### 主題歌（血風録）
主題歌「FATE 〜on the way〜」
作曲・編曲 - ヒロイズム / 歌 - MAI（雁行真依）&AMI（亜美）
挿入歌
「HEART&SOUL」
作詞 - 稲葉エミ / 作曲・編曲 - ヒロイズム&坪広志 / 歌 - 雁行真依
「No×Limit!」
作詞 - 小山哉枝 / 作曲・編曲 - 田代智一 / 歌 - 亜美

### 一騎当千 Extravaganza Epoch
略称は『一騎当千EE』で、読み方は「いっきとうせんダブルイー」。第6期に当たる。2015年2月25日発売のOVA。BD / DVD発売に先駆け、同年1月にテレビ放送された。

#### スタッフ（EE）
- 監督・総作画監督・絵コンテ・演出 - 工藤昌史
- 脚本 - 大久保昌弘
- キャラクターデザイン - りんしん
- アクション・エフェクト作監 - 宇佐美皓一
- 美術監督 - 大平司
- 色彩設計 - 上谷秀夫
- 撮影監督 - 田中恒嗣
- 編集 - 瀬山武司
- 音響監督 - 清水勝則
- 音楽 - 高梨康治
- 音楽制作 - KADOKAWA メディアファクトリー
- プロデュース - ジェンコ
- アニメーション制作 - アームス
- 製作 - 一騎当千EEパートナーズ（KADOKAWA、ブシロード、ショウゲート、ジェンコ、エー・ティー・エックス）

#### 主題歌（EE）
テーマソング「Endless Fighter」
歌・作詞 - 榊原ゆい / 作編曲 - 林達志

#### 各話リスト（EE）
| 話数 | サブタイトル       | 作画監督                                                      |
| ---- | ------------------ | ------------------------------------------------------------- |
| 1    | Episode: Encounter | 山本碧 Park Myeong Hun                                        |
| 2    | Episode: Exchange  | 山本碧、山本聡、よしもときんじ Park Myeong Hun、Lee Seok Youn |

#### 放送局（EE）
| 放送地域 | 放送局   | 放送期間                 | 放送日時           | 放送系列 | 備考                            |
| -------- | -------- | ------------------------ | ------------------ | -------- | ------------------------------- |
| 日本全域 | AT-X     | 2014年12月21日・12月28日 | 日曜 21:00 - 21:30 | CS放送   | 製作委員会参加 視聴年齢制限あり |
| 東京都   | TOKYO MX | 2015年1月3日             | 土曜 1:05 - 2:05   | 独立局   | 2話連続放送                     |
| 日本全域 | BS11     | 2015年1月3日             | 土曜 3:30 - 4:30   | BS放送   | 『ANIME+』枠 2話連続放送        |

### 一騎当千 Western Wolves
略称は『一騎当千WW』で、読み方は「いっきとうせんウエスタンウルヴス」。第7期に当たる。『EE』の続編。内容は、卑弥呼に勾玉を取られて関西へ修学旅行に向かう第22巻以降のアニメ化となっている。
第一話と第二話は2019年2月27日のBD / DVD発売に先駆け、以下のようにAT-Xにてテレビ放送された。

#### スタッフ（WW）
- 総監督 - 渡部高志
- 監督 - サトウ光敏
- シリーズ構成・脚本 - 本田雅也
- キャラクターデザイン・総作画監督 - りんしん
- 総作画監督 - 桜井正明(3)
- アクション監修 - 宮田奈保美
- 色彩設計 - 西尾総子
- 美術監督 - 李書九
- 美術設定 - 姜美香
- 撮影監督 - 宮坂凌平
- 音響監督 - 清水勝則
- 音響効果 - 中原隆太
- 音楽 - 高梨康治
- 音楽制作 - KADOKAWA
- プロデュース - GENKO
- アニメーション制作 - Arms
- 製作 - 一騎当千WWパートナーズ（ジェンコ、KADOKAWA、少年画報社、ブシロード）

#### 主題歌（WW）
エンディング主題歌「紅の光暁」
作詞・歌 - 榊原ゆい / 作曲・編曲 - 林達志

#### 各話リスト（WW）
| 話数   | サブタイトル | 絵コンテ   | 演出       | 作画監督                         | 放送日        |
| ------ | ------------ | ---------- | ---------- | -------------------------------- | ------------- |
| 第一話 | 草行露宿     | サトウ光敏 | 児谷直樹   | 高原修司、Park Hey-Ran           | 2019年 1月3日 |
| 第二話 | 雨露霜雪     | サトウ光敏 | 浅見松雄   | 高原修司、Jang YoungSun          | 2月3日        |
| 第三話 | 不撓不屈     | サトウ光敏 | サトウ光敏 | 高原修司、宮下雄次、Shin Hey-Ran | 3月3日        |

### 真・一騎当千
2021年7月2日にアニメ化が発表された。第8期に当たる。『真・一騎当千』のアニメ化であり、アームスによる制作のもと、2022年5月17日から31日にかけてAT-Xにて毎週火曜20時30分 - 21時に放送された。

#### スタッフ（真）
- 原作 - 塩崎雄二[75]
- 監督 - 久城りおん[75]
- シリーズ構成・脚本 - 本田雅也[75]
- キャラクターデザイン - りんしん、宮沢努[75]
- 総作画監督 - 宮沢努[75]
- 美術監督 - 李書九[75]
- 撮影監督 - 浅川茂輝[75]
- 音楽 - 高梨康治[75]
- アニメーション制作 - アームス[75]
- 製作 - 真・一騎当千パートナーズ[75]

#### 主題歌（真）
「PROUD STARS」
鈴木このみによる主題歌。作詞はhotaru、作曲・編曲は半田翼。

#### 各話リスト（真）
| 話数   | サブタイトル | 絵コンテ   | 演出              | 作画監督                                                         | 放送日         |
| ------ | ------------ | ---------- | ----------------- | ---------------------------------------------------------------- | -------------- |
| 第一話 | 帰還         | 杉島邦久   | 川西泰二          | 高原修司 阿部達也 岡田豊広 橋本淳稔                              | 2022年 3月27日 |
| 第二話 | 徐福院       | 宮澤努     | 安江菜津美        | 岩崎令奈 (フォルテス) 高原修司 岡田豊広 橋本淳稔 長橋研太 竹内昭 | 5月24日        |
| 第三話 | 旋律         | 久城りおん | 森田侑希 阿部達也 | 高原修司 岡田豊広 橋本淳稔 長橋研太 竹内昭 程震雷 桜井正明       | 5月31日        |

## ラジオ

### 一騎当千DDR〜Dragon Destiny Radio〜
メディアファクトリー内のネットラジオ「メディファクラジオ」にて、2006年11月より配信開始。パーソナリティは浅野真澄（孫策伯符 役）と生天目仁美（関羽雲長 役）。
#1（2006年11月25日）、#2（2006年12月25日）は不定期更新。#3（2007年1月19日）から#8（2007年3月30日）は隔週更新。#9（2007年4月6日）から#24（2007年7月20日）はアニメ放送開始に合わせて毎週更新。#25（2007年8月24日）からは第4金曜深夜更新。#31で終了した。
ゲスト
#2,21 - 真堂圭（劉備玄徳 役）
#5 - 甲斐田裕子（呂蒙子明 役）
#9 - 河原木志穂（賈詡文和 役）
#11 - 雁行真依（OP歌手）
#14 - 門脇舞以（諸葛亮孔明 役）
#16 - 井上喜久子（呉栄 役）
#20 - 浅川悠（趙雲子龍 役）
#23 - 高梨康治（音楽制作）

### 一騎当千GGR〜Great Guardians Radio〜
『GG』に伴う、『DDR』の後身番組。「GGR」は「ダブルジーアール」と読む。2008年3月26日より配信開始、2009年3月（第23回）に終了。配信サイトやパーソナリティは、『DDR』と同じ。
一騎当千GGR〜アニメージュ特別編〜
「アニメージュ」2008年7月号の付録CDに収録された特別編。2008年6月10日発売。『ゼロの使い魔 on the radio 〜アニメージュ特別版〜』と同時収録されている。

### 一騎当千 XTREME XECUTOR RADIO
『XX』に伴う、『GGR』の後身番組。「XXR」は「ダブルエックスアール」と読む。HiBiKi Radio Stationにて、2009年12月25日より配信開始、2010年12月03日（第41回）に終了。パーソナリティは『DDR』と同じ。
ゲスト
#5 - 黒河奈美（『恋姫†無双』関羽 役）
#6 - 遠藤綾（馬超 役）

### 浅野真澄 生天目仁美のHiBiKi当千
HiBiKi Radio Stationにて、2011年より配信開始、2016年に終了。

### ラジオCD
- 一騎当千DDR〜Dragon Destiny Radio〜（2008年）
- 一騎当千GGR〜アニメージュ特別編〜（2008年、「アニメージュ」2008年7月号の付録CD）
- 一騎当千GGR〜Great Guardians Radio〜（2009年）
- 一騎当千 XTREME XECUTOR RADIO ラジオCD vol.1、2（2010年 - 2011年）
- 浅野真澄 生天目仁美のHiBiKi当千 生娘ちゃんカルタ（2014年）

## ゲーム

### PlayStation 2
一騎当千 Shining Dragon（いっきとうせん シャイニングドラゴン）
マーベラスインタラクティブより2007年7月26日に発売されたPlayStation 2（PS2）用ソフト。
開発はドリームファクトリー。
ジャンルは「爆乳ハイパーバトル」。ゲームシリーズのオリジナルキャラクターとして、洛陽高校の女闘士・貂蝉（声：小林ゆう）が登場する。

### PlayStation Portable
一騎当千 Eloquent Fist（いっきとうせん エロクエントフィスト）
マーベラスエンターテイメントより2008年10月2日に発売されたPlayStation Portable（PSP）用ソフト。
開発はタムソフト。
ゲームシリーズ2人目のオリジナルキャラクターとして、成都学園中等部の女闘士・関平（声：柚木涼香）が登場する。
一騎当千 XROSS IMPACT（いっきとうせん クロスインパクト）
同じくマーベラスエンターテイメントより2010年4月28日に発売されたPSP用ソフト。
開発も前作同様、タムソフト。
ゲームシリーズ3人目のオリジナルキャラクターとして、成都学園中等部の女闘士・阿斗（声：加藤英美里）が登場する。

### パソコン
ブラウザ一騎当千 爆乳争覇伝
マーベラスエンターテイメントより2010年12月1日に開始されたMOOG GAMESのブラウザゲーム。2010年12月9日にニコニコアプリ、2011年3月9日にハンゲーム、2011年5月26日にブラゲタイム（現：VectorGame）、2012年7月19日にYahoo! Mobage に対応している。

### 携帯・スマホ
一騎当千Dragon Destiny バトルinモバイル
ジグノシステムジャパンにより2007年6月5日に「本格メガゲームズ」から提供された従量課金制のアプリ。2008年4月3日に「得する追加ゲーム」から提供開始。
一騎当千GreatGuardians 成都学園外伝
ジグノシステムジャパンにより2009年6月1日に「本格メガゲームズ」から提供された従量課金制のアプリ。2009年6月19日から「得する追加ゲーム」から提供開始。
一騎当千GreatGuardians 15パズル
ジグノシステムジャパンより2009年11月12日にApp Storeからリリース。2011年8月10日にGゲーからリリース。
一騎当千GreatGuardians 二角取り
ジグノシステムジャパンより2010年6月8日にApp Storeからリリース。2011年8月10日にGゲーからリリース。
一騎当千 バーストファイト
マーベラスAQLより2012年5月16日に開始されたMobageとGREEのソーシャルゲーム。2013年11月12日にdゲームでも開始。アイテム課金制。
一騎当千 -美少女バトル-
フューチャースコープとシーラスにより2012年10月22日に開始されたGREEのソーシャルゲーム。アイテム課金制。
一騎当千 〜Straight Striker〜
D-technoより2015年12月14日にApp Store、Google Playからリリース。2018年4月27日にDMM GAMESに対応している。アイテム課金制。
一騎当千エクストラバースト
マーベラスより2020年5月25日にApp Store、Google Playからリリース。2021年2月11日にDMM GAMESに対応している。アイテム課金制。
ボイスドラマ配信アプリ『mimicle』で2022年5月26日に有料ボイスドラマ『関羽雲長と濃密な温泉合宿 添い寝の夜に交わした約束』（声 - 生天目仁美）が配信されている。

## パチンコ・パチスロ
パチンコ
- CR一騎当千 Survival Soldier（2010年3月、高尾） - 5種類のスペックが存在するパチンコ機。『DD』がメインの題材となっているが、パンチラ描写は一切存在しない。
- CR一騎当千 Survival Soldier 2（2013年12月、高尾）
- ぱちんこCR一騎当千　サバイバルソルジャー（2018年4月、高尾）
- P一騎当千SS斬（2019年12月、高尾）
- P真・一騎当千[76]（2022年7月、大一商会）
  - P真・一騎当千 Light Ver.（2023年12月、大一商会）
- P真・一騎当千〜桃園の誓い〜（2023年8月、大一商会）
  - P真・一騎当千〜桃園の誓い〜 199LTver.（2024年12月、大一商会）

パチスロ
- パチスロ一騎当千 Dragon Destiny（2008年5月、タイヨー）
- パチスロ一騎当千2 Brilliant Battle（2009年12月、タイヨー）
- パチスロ一騎当千BB外伝（2011年2月、タイヨー）
- パチスロ一騎当千3 Valiant Venuse（2012年4月、タイヨー）
- 一騎当千XX（2012年10月、バルテック）
- L真・一騎当千（2024年10月、大一商会）

## 舞台
舞台『一騎当千』が、2012年11月30日から同年12月9日まで東京の銀座博品館劇場にて公演された。
スタッフ
- 脚本・演出・振付 - 西田大輔

キャスト
- 孫策伯符 役 - 中村静香
- 呂蒙子明 役 - 沢井美優
- 周瑜公瑾 役 - 米原幸佑
- 左慈元放 役 - 髙木俊
- 董卓仲頴 役 - 岡山智樹
- 呂布奉先 役 - 折井あゆみ
- 劉備玄徳 役 - 駒谷仁美
- 賈詡文和 役 - 川上ジュリア
- 夏侯惇元譲 役 - 村田洋二郎
- 太史慈子義 役 - 吉田友一
- 張昭子布 役 - 片岡花絵
- 呉栄 役 - 田中良子
- 曹操孟徳 役 - 高崎翔太
- 関羽雲長 役 - 池田夏希

## 国外での需要

### 中華圏における「一騎当千」
中華圏にも一騎当千のファンがいる。
簡体字での表記は「一骑当千」、繁体字では「一騎當千」（以下、本節では簡体字、繁体字の順で記述）。
中華圏以外でも見られる「ikki tousen」「ikkitousen」「Ikkitōsen」という表記も流通している。
評価には否定も含め様々なものがあるが、肯定するファンの間では、漫画版とテレビアニメ版との差異についての論考も見られる。
キャラクターの、関羽雲長＝「関さん」という俗称、主に孫策伯符による呂蒙子明＝「もうちゃん」／呂布奉先＝「ふーちん」という愛称など「日本風の」呼称に対する言及も見られる。また、元となった『三国志』自体についても、歴史的事実と物語としての『三国志演義』の違いなどについての論評もある。
キャラクターの需要と流通
あくまでも全般的な傾向としての話であるが、キャラクター中では、関羽雲長（「关羽云长」「關羽雲長」）の人気が高い。『GG』第1話に登場した関帝廟というものの存在からもわかるように、「関羽」は、中華圏でとても知名度が高い。
日本の各クリエイターのそれには吉川英治版『三国志』からの影響が窺えるのに対し、中華圏においては陳寿他の手による当該作が親しまれている。これにより、一部のキャラクターの名前が異なって流通している面もある。
具体的には、PSP版2作に登場するオリジナルキャラクターなどで、関平が「関平坦之（「关平坦之」）」、 阿斗が「劉禅公嗣（「刘禅公嗣」）」として認識されている。面もあることである（ただし『XROSS IMPACT』でも、阿斗＝劉禅公嗣であることは作中で言及されている）。